# Kanton Gerbéviller
Der Kanton Gerbéviller war von 1790 bis 2015 ein französischer Wahlkreis im Arrondissement Lunéville, im Département Meurthe-et-Moselle und in der Region Lothringen; sein Hauptort war Gerbéviller.
Der Kanton Gerbéviller war 181,07 km² groß und hatte im Jahr 2006 6.211 Einwohner. Er lag im Mittel 258 m über dem Meeresspiegel, zwischen 216 Meter in Mont-sur-Meurthe und 415 Meter in Essey-la-Côte.

## Lage
Der Kanton lag im Süden des Départements Meurthe-et-Moselle.

Lage des Kantons Gerbéviller im Département Meurthe-et-Moselle
Lage des Kantons Gerbéviller im Arrondissement Lunéville

## Geschichte
Der Kanton gehörte ursprünglich zum ehemaligen Département Meurthe (1790–1871). Nach dem Frieden von Frankfurt blieb Gerbéviller französisch und wurde in das neu gebildete Département Meurthe-et-Moselle integriert.
Die Gemeinde Flin wurde dem Kanton Baccarat zugeschlagen, die Gemeinde Hériménil dem Kanton Lunéville-Sud.

## Gemeinden
Der Kanton bestand aus 19 Gemeinden:
| Gemeinde         | Einwohner Jahr | Fläche km² | Bevölkerungsdichte | Code INSEE | Postleitzahl |
| ---------------- | -------------- | ---------- | ------------------ | ---------- | ------------ |
| Essey-la-Côte    | 86 (2013)      | 6,60       | 13 Einw./km²       | 54183      | 54830        |
| Fraimbois        | 370 (2013)     | 15,02      | 25 Einw./km²       | 54206      | 54300        |
| Franconville     | 57 (2013)      | 4,56       | 13 Einw./km²       | 54209      | 54830        |
| Gerbéviller      | 1.377 (2013)   | 23,94      | 58 Einw./km²       | 54222      | 54830        |
| Giriviller       | 75 (2013)      | 7,71       | 10 Einw./km²       | 54228      | 54830        |
| Haudonville      | 89 (2013)      | 7,46       | 12 Einw./km²       | 54255      | 54830        |
| Lamath           | 182 (2013)     | 5,60       | 33 Einw./km²       | 54292      | 54300        |
| Magnières        | 307 (2013)     | 11,58      | 27 Einw./km²       | 54331      | 54129        |
| Mattexey         | 66 (2013)      | 4,97       | 13 Einw./km²       | 54356      | 54830        |
| Mont-sur-Meurthe | 1.123 (2013)   | 9,51       | 118 Einw./km²      | 54383      | 54360        |
| Moriviller       | 104 (2013)     | 7,24       | 14 Einw./km²       | 54386      | 54830        |
| Moyen            | 514 (2013)     | 23,57      | 22 Einw./km²       | 54393      | 54118        |
| Rehainviller     | 1.019 (2013)   | 5,64       | 181 Einw./km²      | 54449      | 54300        |
| Remenoville      | 168 (2013)     | 8,46       | 20 Einw./km²       | 54455      | 54830        |
| Seranville       | 95 (2013)      | 5,37       | 18 Einw./km²       | 54501      | 54830        |
| Vallois          | 141 (2013)     | 7,27       | 19 Einw./km²       | 54543      | 54830        |
| Vathiménil       | 346 (2013)     | 12,30      | 28 Einw./km²       | 54550      | 54122        |
| Vennezey         | 57 (2013)      | 3,43       | 17 Einw./km²       | 54561      | 54830        |
| Xermaménil       | 555 (2013)     | 10,84      | 51 Einw./km²       | 54595      | 54300        |

## Bevölkerungsentwicklung
| 1962  | 1968  | 1975  | 1982  | 1990  | 1999  | 2006  | 2012  |
| ----- | ----- | ----- | ----- | ----- | ----- | ----- | ----- |
| 4.266 | 4.686 | 4.671 | 5.765 | 6.002 | 6.005 | 6.211 | 6.727 |